# Replay (football americano)
Nel football americano, il replay (o anche instant replay) è un metodo per esaminare un'azione di gioco utilizzando le registrazioni delle telecamere posizionate a diverse angolazioni per verificare l'accuratezza della decisione presa dagli arbitri. Il replay può essere utilizzato in caso di chiamate controverse o dubbie, su richiesta dell'allenatore di una squadra (con limitazioni) o degli stessi arbitri.
Rivedere le azioni tramite il replay è ormai pratica comune nei campionati delle leghe professionistiche e a livello di college football, mentre è utilizzato molto meno a livello scolastico nei campionati delle high school.
L'utilizzo del replay è comunque sempre limitato da specifiche regole che definiscono le situazioni di gioco che possono essere riviste con, in generale, la maggior parte delle penalità o la loro assenza che non possono essere soggette a revisione, così come un'azione direttamente interrotta dagli arbitri in campo. Queste regole, seppur simili, differiscono in parte da una lega all'altra.
L'uso del replay nel football americano è diventato un elemento fondamentale per garantire l'equità nelle decisioni arbitrali, migliorando la precisione delle chiamate in campo e riducendo gli errori arbitrali.

## Descrizione
Il replay, noto nei diversi ambiti sportivi anche come instant replay o moviola, è una tecnologia utilizzata in molti sport professionistici per rivedere azioni di gioco controverse e supportare le decisioni arbitrali: grazie all'uso di telecamere multiple infatti, gli arbitri possono rivedere ed analizzare in dettaglio episodi dubbi che, se mal giudicati, potrebbero influenzare l'esito di una competizione. L'obiettivo principale del replay è migliorare la giustizia sportiva, riducendo gli errori arbitrali e aumentando la trasparenza delle competizioni ma, al contempo, il suo utilizzo è in genere delimitato da precise regole per non influenzare il ritmo di gioco.
Il football americano è stato uno dei primi sport che ha visto l'utilizzo del replay, che esordì già nel 1963 con la CBS che lo utilizzò nella gara tra le squadre di college dell'Esercito e della Marina per rimostrare ai propri spettatori all'istante le azioni appena svolte. Mentre dal 1986 fu utilizzato in modo stabile in tutte le partite della National Football League (NFL), la principale lega professionistica.
Nei diversi campionati le regole sull'utilizzo del replay nel corso della gara differiscono, dipendendo ovviamente anche dalle possibilità economiche di mettere in piedi il sistema di videoripresa, ma hanno comunque dei tratti comune:
- Sono definite quali tipi di azioni possono essere riviste e quali no, come ad esempio un fallo intenzionale di un giocatore.
- In caso di un'azione revisionabile, se l'arbitro predisposto a seguire la gara dal monitor, usualmente noto come Replay Official, si accorge di un possibile errore nella decisione dei suoi colleghi in campo, richiama l'attenzione di quest'ultimi affinché rivedano l'azione al replay per confermare o meno la loro decisione.
- Tutta una serie di azioni (come ad esempio i touchdown, i fumble, ecc...) sono sempre rivisti.
- È data la possibilità agli allenatori delle squadre in campo di richiedere di rivedere un'azione al replay. In genere, questa possibilità è limitata a una o due volte a gara e, per evitare un uso strumentale del replay per incidere sullo scorrere del tempo di gara, se la decisione iniziale presa dall'arbitro viene confermata, si perde un time out. Inoltre, non è possibile richiedere tale revisione durante i minuti finali della partita.

## Le leghe che lo adottano

### National Football League
La National Football League, la principale lega di football americano al mondo, ha introdotto per la prima volta un sistema limitato di replay nella stagione 1986, simile a quello utilizzato tuttoggi nelle gare di college.
Questo sistema è stato in vigore fino al 1991, per poi essere sospeso per quasi un decennio finché nel 1999 fu reintrodotto, anche a seguito di un episodio che fece molto discutere nella gara tra New York Jets e Seattle Seahawks in cui gli arbitri chiamarono l'avvenuto touchdown al quarterback Vinny Testaverde, anche se questo non aveva effettivamente attraversato la linea di meta con il pallone.
Il sistema tuttora in vigore ha introdotto anche la challenge da parte degli allenatori delle squadra in campo, ossia la possibilità di contestare la chiamata fatta dagli arbitri richiedendo che sia rivista al replay per, eventualmente, correggerla. All'inizio furono date due challenge ad ogni squadra per partita poi, dal 2004, se entrambe le prime due contestazioni hanno esito positivo, viene concessa una terza opportunità.

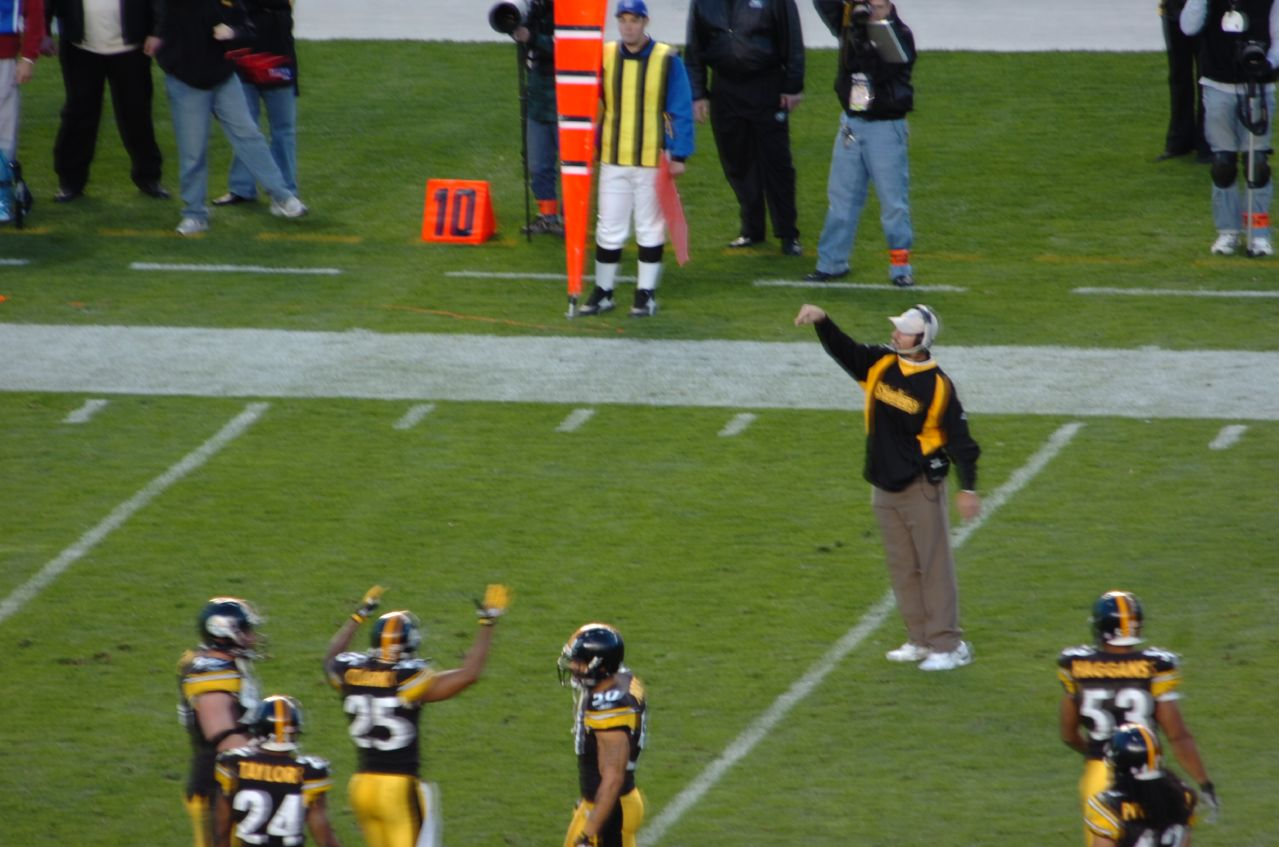
Bill Cowher, ex allenatore dei Pittsburgh Steelers, lancia la bandierina rossa per richiedere una revisione del replay.

Una contestazione può essere richiesta solo per determinate decisioni e solo prima dei due minuti finali di ciascun tempo, a condizione che la squadra abbia ancora almeno un time out. Fino al 2005 gli allenatori segnalavano le contestazioni tramite un cercapersone elettronico, poi si passò invece al lancio di una flag rossa sul campo.

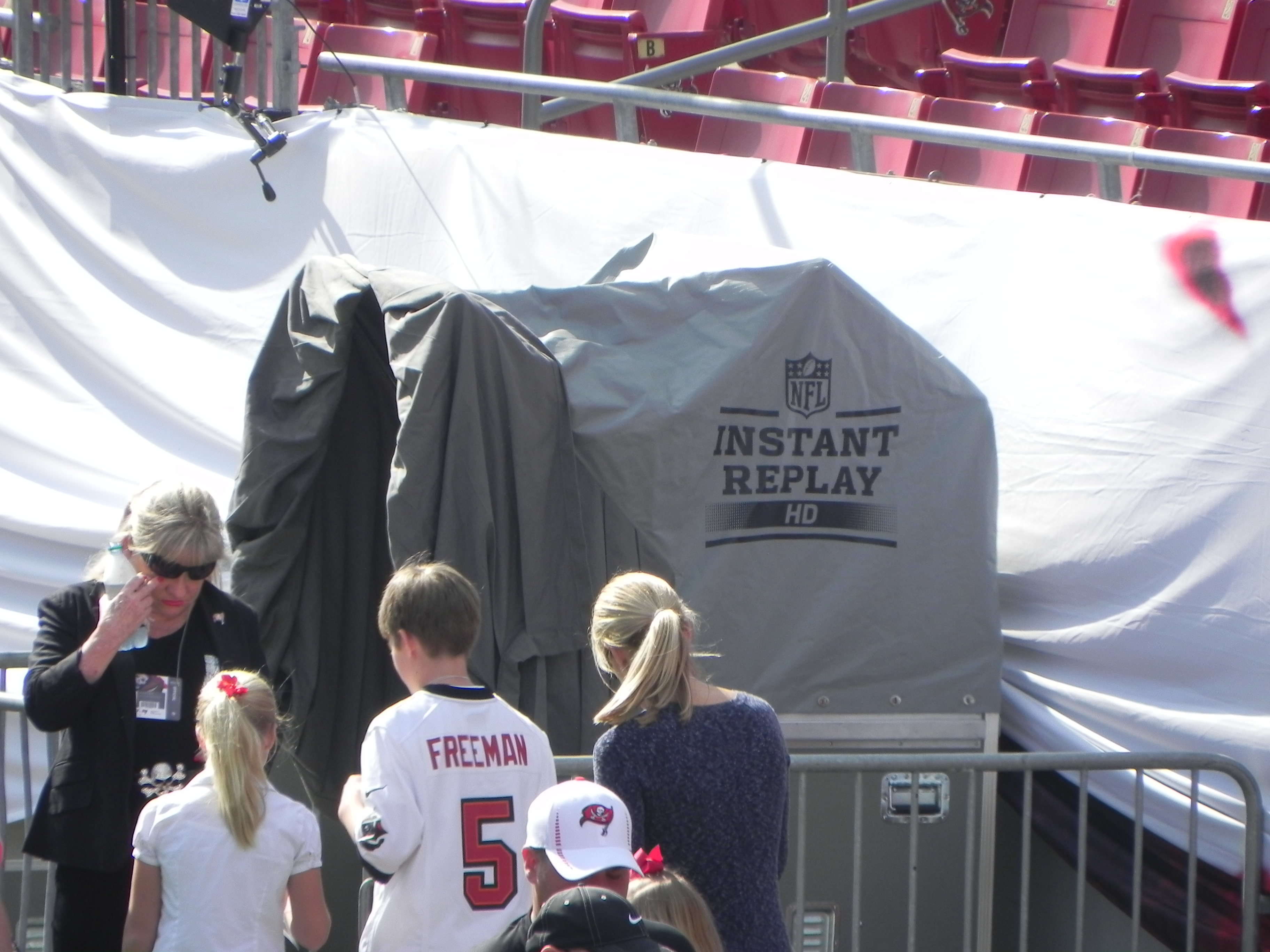
Postazione del replay a bordocampo utilizzata nei primi anni 2000 nella NFL

L'arbitro ha fino a 90 secondi per rivedere il replay e decidere se mantenere o annullare la decisione originale, dovendo essere presente una "prova visiva inconfutabile" per ribaltare la decisione. Se la contestazione fallisce, la decisione originale rimane valida e la squadra perde un timeout. Se viene ribaltata, il punteggio o la posizione della palla vengono aggiornati e la squadra mantiene il timeout.
Dal 2014 tutte le revisioni del replay sono supervisionate dal quartier generale della NFL a New York, dove esperti monitorano le partite e assistono gli arbitri nelle decisioni, garantendo uniformità nei giudizi.
Dal 2021 la NFL ha anche introdotto la possibilità per i Replay Official di richiamare direttamente l'attenzione degli arbitri in campo laddove si evidenzi un possibile errore su specifiche e delimitate situazioni di gioco.

### Canadian Football League
La Canadian Football League (CFL) ha introdotto il replay nel 2006. Ogni squadra ha un'unica contestazione per partita e deve avere almeno un timeout disponibile per richiederla. Dopo il "warning" dei tre minuti finali, le contestazioni non sono più permesse e le revisioni possono essere avviate solo dagli ufficiali di replay.
A differenza della NFL, la CFL consente la revisione di alcune penalità, come le interferenze sui passaggi. Inoltre, la CFL non ha degli arbitri addetti al replay a bordocampo ma il sistema di revisione centrale a Toronto che monitora tutte le partite e prende decisioni sulle contestazioni.

### College football

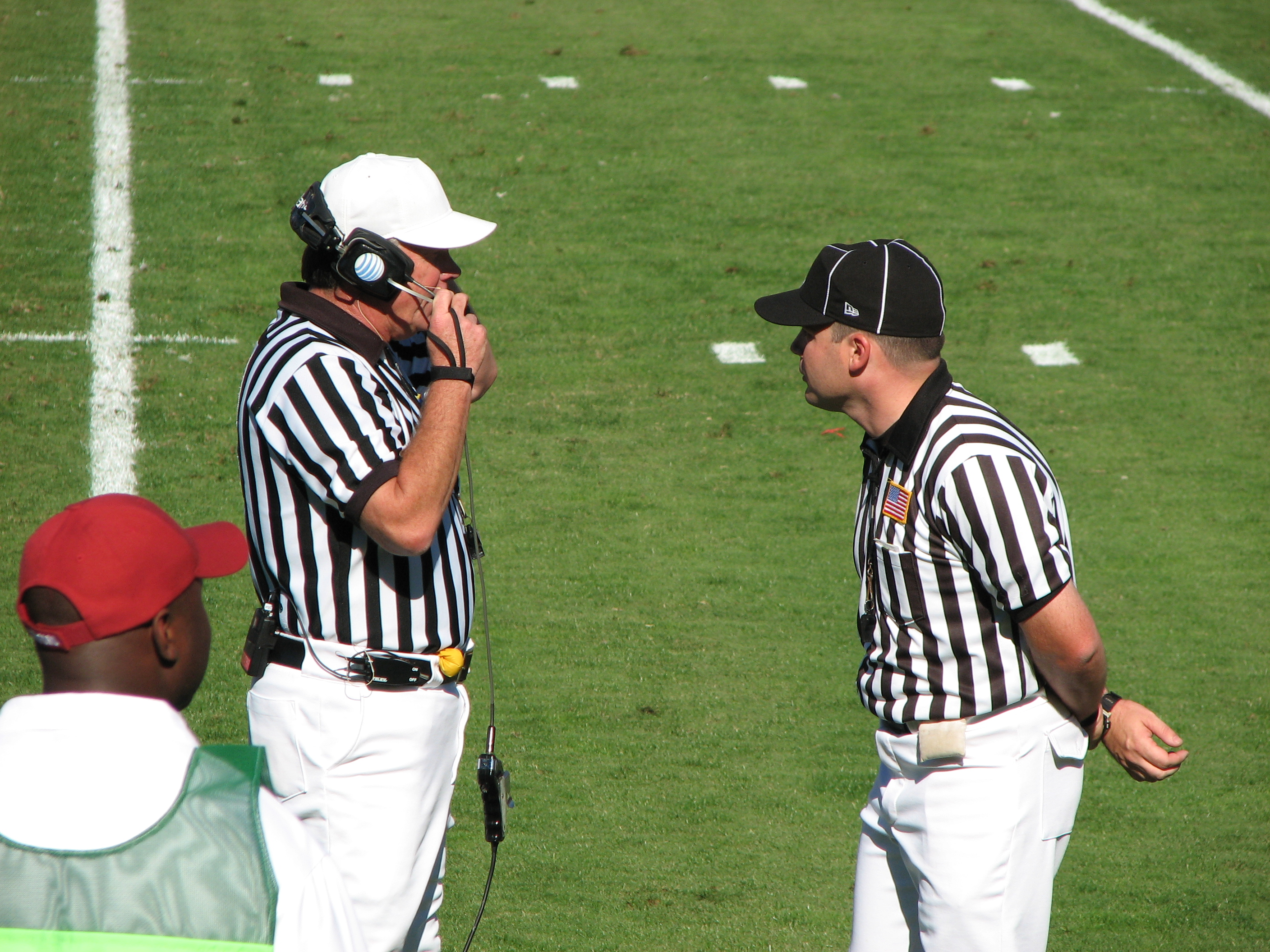
Un referee consulta via radio il replay official durante una gara di college football del 2007.

Nel 2006 la NCAA ha introdotto le linee guida per l'uso del replay, lasciando la libertà ad ogni conferenza se adottarle o meno. Gli allenatori hanno a disposizione una contestazione per partita, che possono usare solo se la squadra ha almeno un timeout. Se la contestazione ha esito positivo, l'allenatore ne riceve un'altra.
Le situazioni revisionabili includono azioni sulla linea di meta, palle uscite dal campo, fumble, passaggi completi/incompleti e touchdown. Le decisioni arbitrali su falli non possono essere contestate, salvo eccezioni.

### High School Football
Fino al 2019 la National Federation of State High School Associations (NFHS), l'associazione sotto la cui guida sono organizzati la quasi totalità dei campionati a livello di high school, ha vietato l'utilizzo del replay instantaneo, fatta eccezione per il Texas dove le scuole superiori seguono invece le regole della NCAA e che consentivano il replay nelle finali di campionato trasmette in televisione. Dal 2019 invece la NFHS ha lasciato libertà alle varie leghe sotto di lei di decidere se utilizzare o meno il replay e, nel caso, di definire quali azioni sono rivedibili e quali no.